# 惟条親王
惟条親王（これえだしんのう）は、文徳天皇の第二皇子。母は紀名虎の娘・紀静子。官位は四品・上総太守。

## 経歴
貞観6年（864年）四品に叙され、貞観9年（867年）上総太守に任じた。貞観10年（868年）9月14日薨去。享年23。

## 官歴
『日本三代実録』による。
- 貞観6年（864年） 正月7日：四品
- 貞観9年（867年） 正月12日：上総太守
- 貞観10年（868年） 9月14日：薨去

## 系譜
『尊卑分脈』による。
- 父：文徳天皇
- 母：紀静子（紀名虎の娘）
- 生母不詳の子女
  - 男子：景式王